# おはYO!E-TRAP
おはYO!E-TRAP（おはヨー!イートラップ）は、テレビ東京系で2006年10月30日から2007年3月30日までの朝（月〜金、6:40〜6:45）に放送されていた料理番組である。

## 概要
ラップを融合させた子供向け料理番組。月曜日から木曜日までの放送では、出演者が週ごとに決まった食材を使用して毎日異なった料理を作り、出演者自ら食べる。金曜日は1週間分の総集編が放送された。
放送開始当初の出演者は、あおい、あやか、あいり、みれいの4人であった。幾度かの出演者の交替により、2007年初頭には、あおい、あやか、みれい、ゆか、せらんの5人となり、以後交替はなされなかった。
当時の出演者5人がE☆Trapsを結成し、2007年3月7日に「EIYO!」でCDデビューをしている。
テレビ東京系列6局すべてで同時ネットされていたが、2007年4月からは放送時間が夕方（17:25〜17:30）に移行し、「GO♪ GO♪ E-TRAP」へとリニューアルされ、関東ローカルとなった。